# FEMSA
Fomento Económico Mexicano (FEMSA) — мексиканская группа компаний, в которую входят крупнейшая розничная сеть Латинской Америки OXXO и бутилирующая компания системы Coca-Cola. В списке крупнейших публичных компаний в мире Forbes Global 2000 за 2022 год Femsa заняла 491-е место.

## История
Fomento Económico Mexicano, S.A. (FEMSA, Акционерное общество «Мексиканское экономическое развитие») было основано в 1890 году как пивоваренная компания. В 1978 году был открыт первый магазин OXXO, с которого началось формирование розничной сети. В 1991 году было создано совместное предприятие Coca-Cola FEMSA, в котором мексиканской стороне принадлежал 51 % акций, а американской The Coca-Cola Company — 49 %. В 2003 году была куплена другая компания системы Coca-Cola, Panamco, с операциями в Мексике, Центральной Америке, Колумбии, Венесуэле и Бразилии. С 2009 года магазины сети OXXO начали открываться в других странах Латинской Америки. В 2010 году пивоваренное производство было продано Heineken в обмен на 20-процентную долю в нидерландской компании. В 2014 году была куплена мексиканская сеть аптек YZA. В 2019 году открылся первый магазин OXXO в Бразилии. В 2020 году была куплена американская логистическая компания Envoy Solutions, через год это направление деятельности было расширено приобретением компании Sigma Supply. В 2022 году за 1,2 млрд долларов была куплена швейцарская торговая сеть Valora. В феврале 2023 года часть пакета акций Heineken была продана, доля в компании сократилась до 8 %.

## Собственники и руководство
- Хосе Антонио Фернандес Карбахал (José Antonio Fernández Carbajal, род. в 1954 году) — председатель совета директоров с 2001 года, в компании с 1988 года.
- Эдуардо Падилло Сильва (Eduardo Padilla Silva) — генеральный директор с 2018 года, в компании с 1997 года[9].

## Деятельность
Подразделения по состоянию на 2022 год:
- Розница (100 %) — сеть из 23,5 тыс. магазинов OXXO[англ.] в Латинской Америке (Мексика, Колумбия, Эквадор, Чили, Перу, Бразилия); также сеть из 2,6 тыс. магазинов Valora в Европе (Германия, Австрия, Швейцария, Люксембург и Нидерланды), автозаправки и аптеки в Мексике; 55 % выручки.
- Coca-Cola FEMSA (доля 47,2 %) — производство «Кока-колы» и других напитков; 56 заводов, продажи в Мексике, Гватемале, Никарагуа, Коста-Рике, Панаме, Колумбии, Венесуэле, Бразилии, Уругвае и Аргентине; 34 % выручки.
- Digital@FEMSA (100 %) — цифровые финансовые услуги, включая карточки постоянных покупателей, электронный кошелёк, финансовые услуги малому и среднему бизнесу; 30 % выручки.
- FEMSA Strategic Businesses (100 %) — транспортные и логистические услуги, производство холодильного оборудования и пластиковой упаковки, присутствие в Мексике, США, Гватемале, Никарагуа, Коста-Рике, Панаме, Эквадоре, Перу, Чили, Колумбии, Венесуэле, Бразилии и Аргентине; 11 % выручки.
- Heineken — доля в международной пивоваренной компании (8,13 %).